# Banyurip Alit
Banyurip Alit is een bestuurslaag in het regentschap Pekalongan van de provincie Midden-Java, Indonesië. Banyurip Alit telt 4859 inwoners (volkstelling 2010).